# Emscher
Die Emscher (plattdeutsch Iämscher) ist ein etwas über 83 Kilometer langer, östlicher und rechter Nebenfluss des Rheins im Ruhrgebiet in Nordrhein-Westfalen. Sie war mit ihrem Einzugsgebiet Flusslandschaft des Jahres in den Jahren 2010 und 2011. Mitte des zwanzigsten Jahrhunderts galt sie als der schmutzigste Fluss Deutschlands.

## Name
Die erste schriftliche Erwähnung der Emscher fand im 10. Jahrhundert als Embisccara statt. Der Name ist keltischer Herkunft und war vermutlich ursprünglich ein Ethnonym. Der erste Namensbestandteil stammt wohl von der keltischen Wurzel ambi- mit der Bedeutung 'um, herum'. Der zweite Bestandteil war vielleicht der ursprüngliche Flussname, also etwa *Skaria oder *Iskara. Demzufolge wäre der Name mit 'die um die Skaria/Iskara Wohnenden' zu übersetzen.

## Geographie

### Verlauf

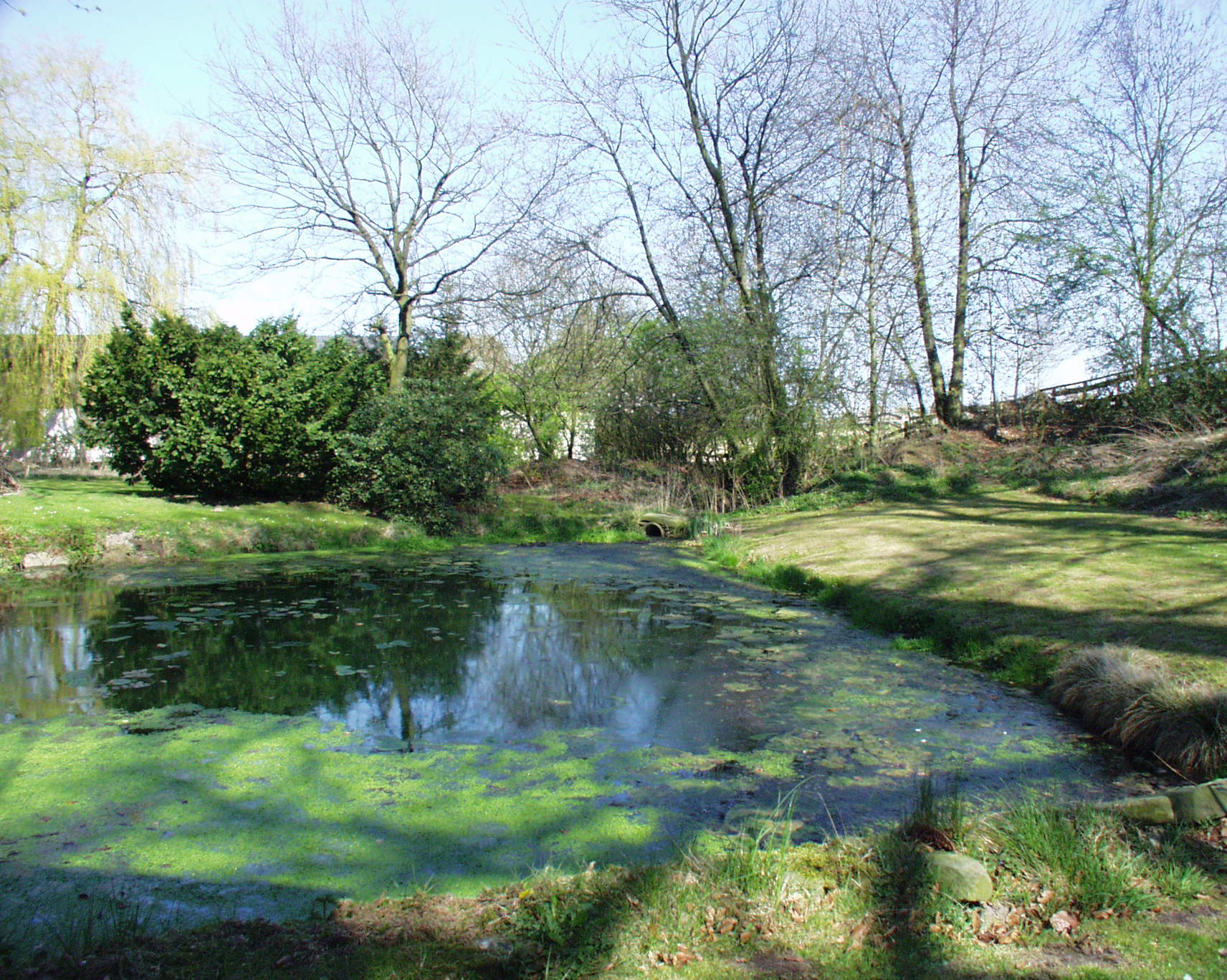
Quellteich in Holzwickede

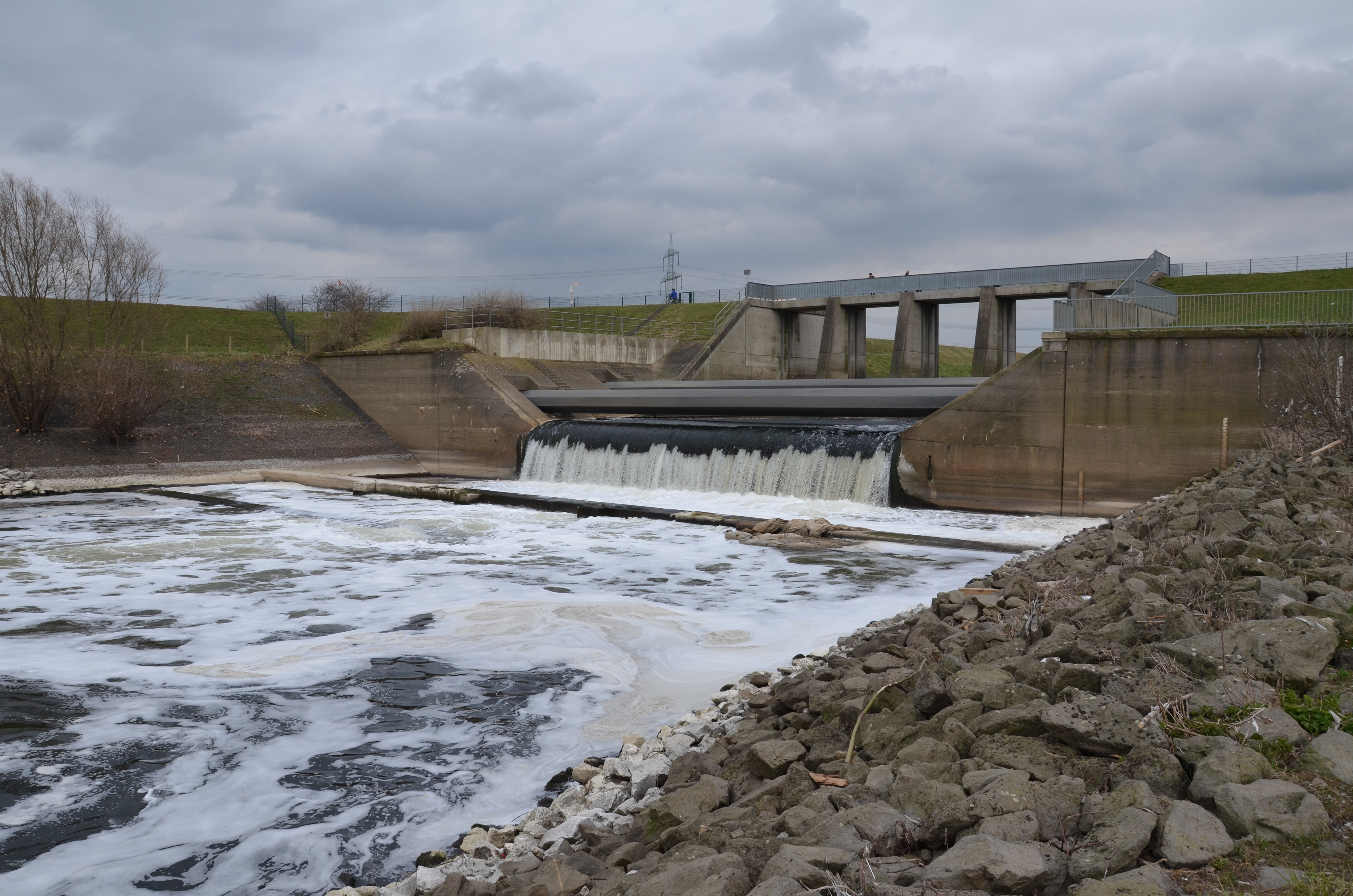
Ehemalige Mündung bei Dinslaken

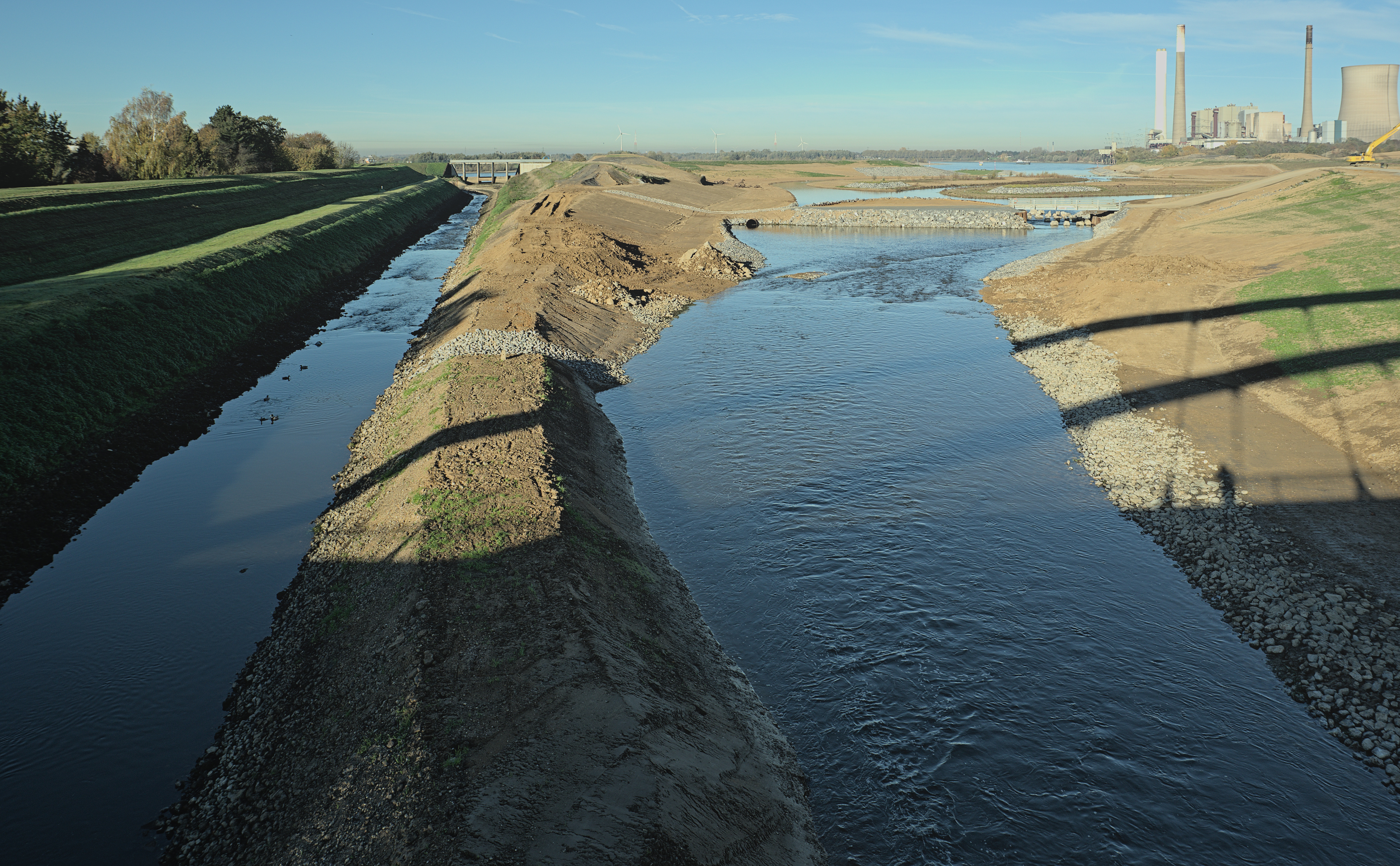
Die Mündung, alt und neu

Die Emscher entspringt südöstlich von Dortmund bei Holzwickede (Kreis Unna) am Haarstrang auf etwa 147 m ü. NN in einem Quellteich. Genau genommen existieren mehrere kleinere Rinnsale, die in besagten Teich münden und hier den Ursprung bilden.
In ihrem Oberlauf durchfließt die Emscher – nur durch den Höhenzug Haarstrang beziehungsweise das Ardeygebirge vom Ruhrtal getrennt – den Südosten von Dortmund und wendet sich dann nach Nordwesten. Im nördlichen Castrop-Rauxel unterquert sie den Rhein-Herne-Kanal im Emscher-Durchlass mit zwei Durchlässen nebeneinander unter dem Kanalbett. Danach fließt sie bis Oberhausen fast durchgehend parallel zu diesem Kanal in westliche Richtung. In Oberhausen knickt der Fluss nach Nordwesten ab und fließt dann bis zu seiner heutigen Mündung in den Rhein in Voerde bei Dinslaken-Eppinghoven.
Dort ist ihre Abflussmenge auf durchschnittlich 16 m³/s angewachsen. Beim Bau des Kanals hat man die Geografie des Emschertals genutzt. Die Emscher fließt durch das Stadtgebiet von Dortmund, Castrop-Rauxel, Recklinghausen, Herten, Herne, Gelsenkirchen, Essen, Bottrop, Oberhausen, Duisburg, Dinslaken und Voerde.
Ihr etwa 83,1 km langer Lauf endet circa 129 Höhenmeter unterhalb ihrer Quelle, sie hat somit ein mittleres Sohlgefälle von 1,6 ‰.
Das Einzugsgebiet des Flusses beträgt mit einem System von verzweigten Nebenläufen 858 km².

### Nebenflüsse
Nachfolgend sind alle Nebenflüsse der Emscher ab 8 km² Einzugsgebiet aufgelistet:
(Zur besseren Übersicht bzw. zur Sortierung flussabwärts sind in die DGKZ-Ziffern nach der 2772 – Emscher – Bindestriche eingefügt.)
| Name                       | Lage   | Länge [km] | Einzugsgebiet [km²] | MQ [l/s] | Emscher-km (vor Mündung) | Orte am Fluss (*: Quellort)                     | Mündungsort (bei)                   | DGKZ     |
| -------------------------- | ------ | ---------- | ------------------- | -------- | ------------------------ | ----------------------------------------------- | ----------------------------------- | -------- |
| Hörder Bach                | links  | 6,2        | 12,2                | 145      | 72,0                     | *DO-Berghofen                                   | DO-Hörde                            | 2772-12  |
| Schondelle                 | links  | 6,2        | 11,8                | 133      | 69,6                     | *DO-Wellinghofen, DO-Lücklemberg                | DO-Brünninghausen                   | 2772-14  |
| Rüpingsbach                | links  | 8,0        | 36,7                | 440      | 66,8                     | *Witten-Annen, DO-Hombruch                      | DO-Schönau                          | 2772-16  |
| Roßbach (Schmechtingsbach) | links  | 7,6        | 30,9                | 390      | 62,1                     | DO-Kley, DO-Marten                              | DO-Wischlingen                      | 2772-2   |
| Evinger Bach               | rechts | 1,5        | 8,0                 | 100      | 61,7                     | *DO-Fredenbaumpark                              | DO-Huckarde                         | 2772-312 |
| Nettebach                  | links  | 7,5        | 16,8                | 194      | 58,9                     | *DO-Kirchlinde                                  | DO-Nette                            | 2772-32  |
| Herdicksbach               | rechts | 7,5        | 9,9                 | 118      | 50,5                     | *Süden Waltrops                                 | Osten Castrop-Rauxel-Henrichenburgs | 2772-336 |
| Landwehrbach               | links  | 6,4        | 44,2                | 516      | 42,4                     | *Castrop                                        | Herne-Horsthausen                   | 2772-34  |
| Hellbach                   | rechts | 6,7        | 20,4                | 240      | 40,5                     | *Recklinghausen                                 | RE-Süd                              | 2772-36  |
| Ostbach                    | links  | 6,9        | 12,4                | 138      | 40,1                     | *BO-Gerthe                                      | HER-Baukau                          | 2772-372 |
| Holzbach                   | rechts | 7,4        | 30,3                | 367      | 34,8                     | *Herten-Westerholt                              | GE-Resser Mark                      | 2772-392 |
| Hüller Bach                | links  | 17,2       | 80,9                | 829      | 34,0                     | *BO-Weitmar, BO-Hamme                           | GE-Bismarck                         | 2772-4   |
| Börnchenbach               | rechts | 5,3        | 9,0                 |          | 33,4                     | *Osten GE-Buers                                 | GE-Erle                             | 2772-52  |
| Sellmannsbach              | links  | 2,8        | 11,1                | 84       | 31,0                     | GE-Bismarck                                     | GE-Schalke-Nord                     | 2772-54  |
| Lanferbach                 | rechts | 4,1        | 9,9                 | 117      | 28,9                     | *Südwesten GE-Buers                             | GE-Horst                            | 2772-56  |
| Schwarzbach                | links  | 13,1       | 49,0                | 610      | 26,7                     | *E-Frillendorf, E-Schonnebeck                   | GE-Heßler                           | 2772-58  |
| Boye                       | rechts | 13,8       | 74,4                | 869      | 24,3                     | Südwesten BOT-Kirchhellens, Grenze BOT/Gladbeck | Grenze BOT-Welheim/E-Karnap         | 2772-6   |
| Berne                      | links  | 8,6        | 62,1                | 817      | 20,7                     | *Essen, E-Altenessen, Bottrop-Ebel              | Bottrop-Ebel                        | 2772-8   |
| Läppkes Mühlenbach         | links  | 3,0        | 8,8                 | 98       | 17,3                     | Oberhausen-Ost                                  | OB-Borbeck                          | 2772-916 |
| Handbach                   | rechts | 5,4        | 23,5                | 172      | 10.7                     | *OB-Walsumermark                                | OB-Schwarze Heide                   | 2772-96  |

Die Altarme Kleine Emscher (277134; 10,3 km; 35,0 km²) und Alte Emscher (277132, 7,8 km, 29,2 km²), die durch die Verlegung der Emschermündung nach Norden entstanden sind, fließen direkt in den Rhein und sind damit nicht mehr Teile des Flusssystems der Emscher.

### Flussbett

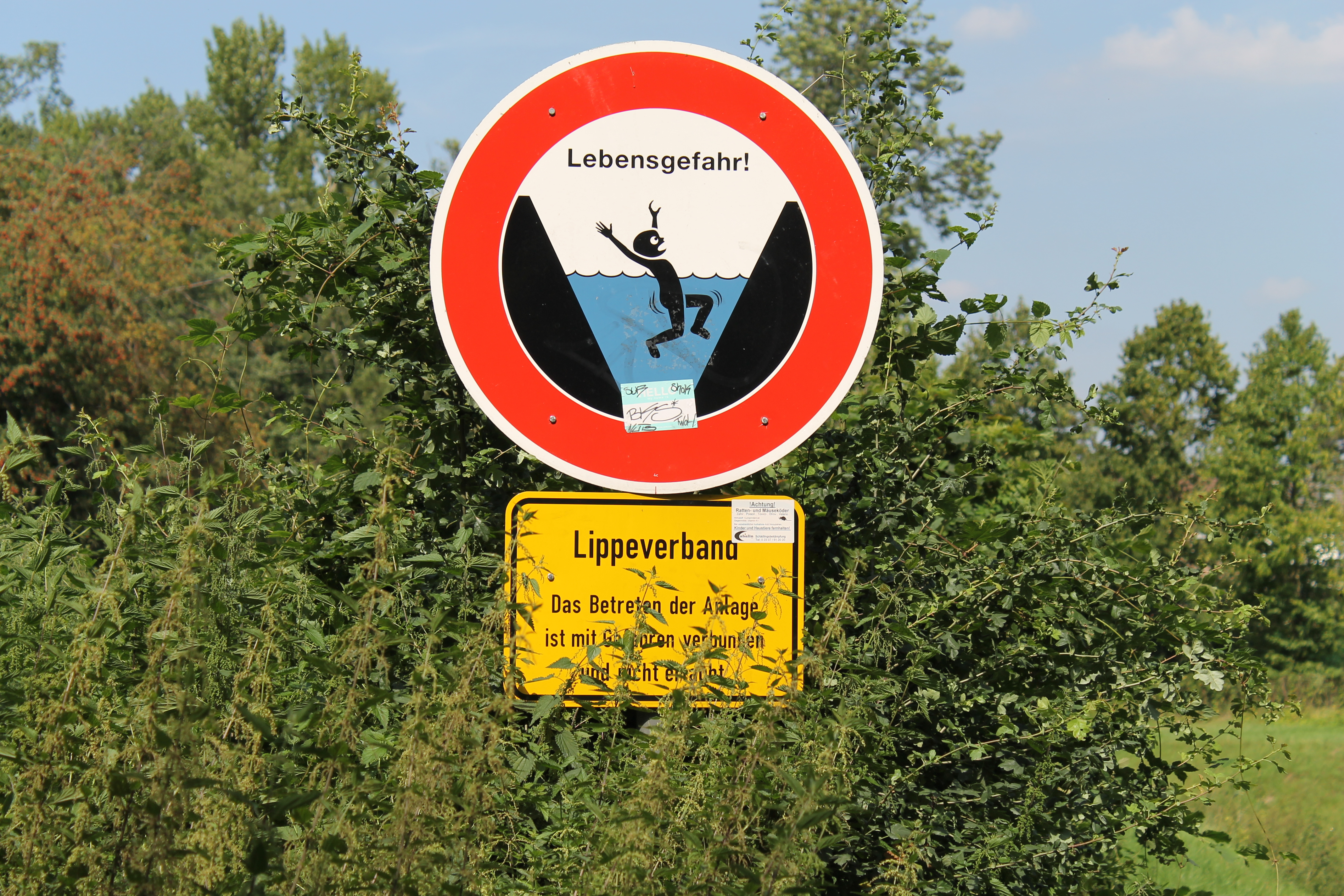
Typisches Warnschild

Das kanalisierte Flussbett der Emscher birgt durch seine abgeschrägten, sehr glatten und glitschigen Betonwände ein hohes Gefahrenpotential für Menschen, die ins Flussbett gelangen. Trotz Einzäunung und Ausschilderung hat die kanalisierte Emscher daher schon viele Menschenleben gekostet. So ertrank 1983 der Schriftsteller Michael Holzach beim Versuch, seinen Hund zu retten, in der Emscher.
Der Verlauf der Emscher dient als Trasse für verschiedene Energieleitungen. Im Bild sieht man Hochspannungsleitungen, die Steinkohlenkraftwerke (im Hintergrund das Steag-Kraftwerk in Herne) und Verbraucher verbinden. Auf dem linken Ufer verlaufen die olivgrünen Rohre der Fernwärmeschiene Ruhr, in die Kraftwerke Wasser von 110 bis 180 °C einspeisen und damit die Übergabepunkte zu den städtischen Fernwärmeversorgern im Ruhrgebiet beliefern.

## Geschichte

### Mittelalter

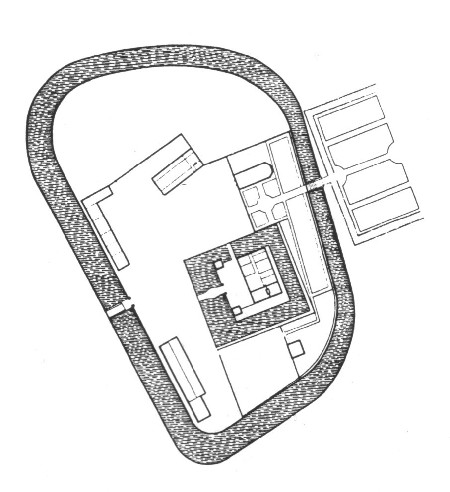
Grundriss Kommende Welheim, mittelalterlicher Rittersitz in Bottrop an der Emscher

Im Mittelalter war die Emscher im Ober- und Mittellauf in weiten Teilen natürliche Grenze von Territorien. Nördlich des Flusses lag in weiten Bereichen das Gebiet des Vest Recklinghausen, südlich das der Grafschaft Mark und des Stifts Essen. Die Emscher bildete auch die Süd- und Westgrenze der Grafschaft Dortmund. Entlang der Emscher lagen daher zahlreiche Wasserburgen und an den Grenzen der Grafschaft Dortmund Warten. In einer Urkunde des Erzbischofs Pilgrim von Köln von 1027 für das Stift Essen wird die Emscher als Embiscara genannt, bis zu der, nach Angabe der Äbtissin Sophia von Essen, der Tochter Kaiser Ottos II., dem Stift der Zehnt zustünde. Die Emscher als Grenze hatte Bestand, ihr Name wandelte sich bis zum Spätmittelalter zu Emschar.
Ursprünglich war die Emscher ein im Mittellauf stark mäandrierender 109 Kilometer langer Fluss. Während der mittelalterlichen Klimaanomalie wurde an den Hängen des oberen Emschertals bei Hörde Weinbau betrieben. Heute erinnern in Hörde die Straßennamen Winzerweg und Weingartenstraße an diese Nutzung. Im weiten Tal an der mittleren Emscher und an ihrem Unterlauf in der Rheinebene erstreckten sich weite Bruchwälder. Das Bruch wurde extensiv landwirtschaftlich als Wildbahn zur Pferdezucht der Emscherbrücher genutzt. Im Tal existierten, regionaltypisch, dörfliche Streusiedlungen und Einzelhöfe, zumeist in geografisch vor Hochwasser sicher gewählter Lage. In einigem Abstand zueinander gab es Kirchdörfer, zum Beispiel Herne, Buer, Gelsenkirchen, Katernberg und Borbeck, entstanden auf den hochwasserfreien Terrassenkanten.

### Neuzeit
Zahlreiche Urkunden belegen, dass die Emscher fischreich war: 1484 teilen die Brüder Walrave, Johan und Hinrick van Ekell die Fischerei in der Emesscher bei Crange, 1563 prozessierte Goddert von Strünkede zu Strünkede gegen Philipp und Arnd von Viermund zu Bladenhorst um die Fischereigerechtsame auf der Emscher vor dem Richter in Castrop. Der Prozess wurde bis vor das Reichskammergericht geführt, und im April 1599 verpfänden Bürgermeister und Rat der Stadt Recklinghausen drei Adeligen für ein Darlehen Fischereirechte auf der Emscher.
Den Gewohnheiten der Zeit entsprechend wurde der Fluss in der Frühen Neuzeit in Hexenprozessen eingesetzt. Von 1589 existiert ein Protokoll des Stifts Essen über die auf eigenen Antrag an 18 der Zauberei Verdächtigten an der Emscher vorgenommene Wasserprobe, bevor man zur peinlichen Befragung überging.

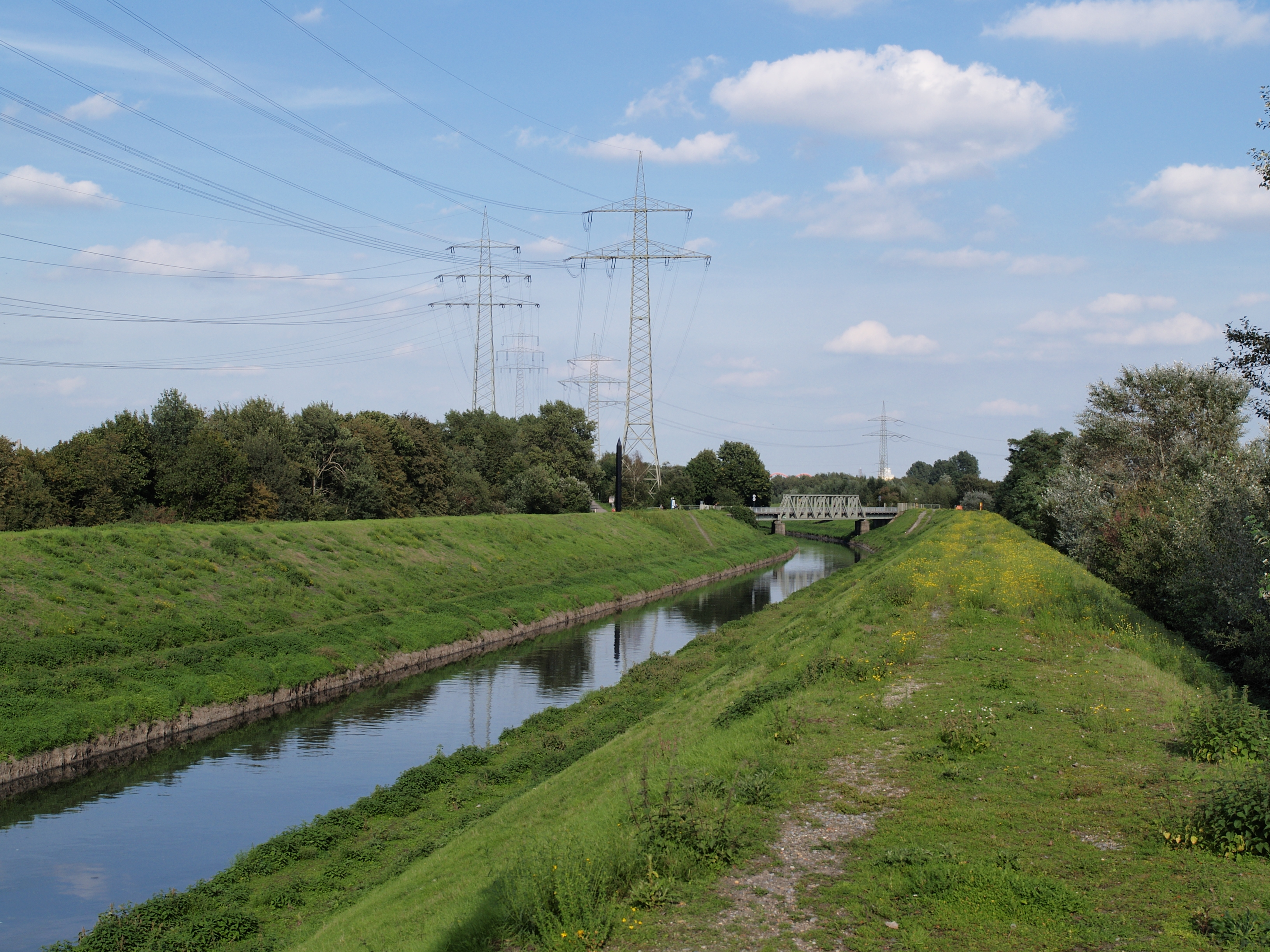
Emscher mit Deich im Norden von Essen

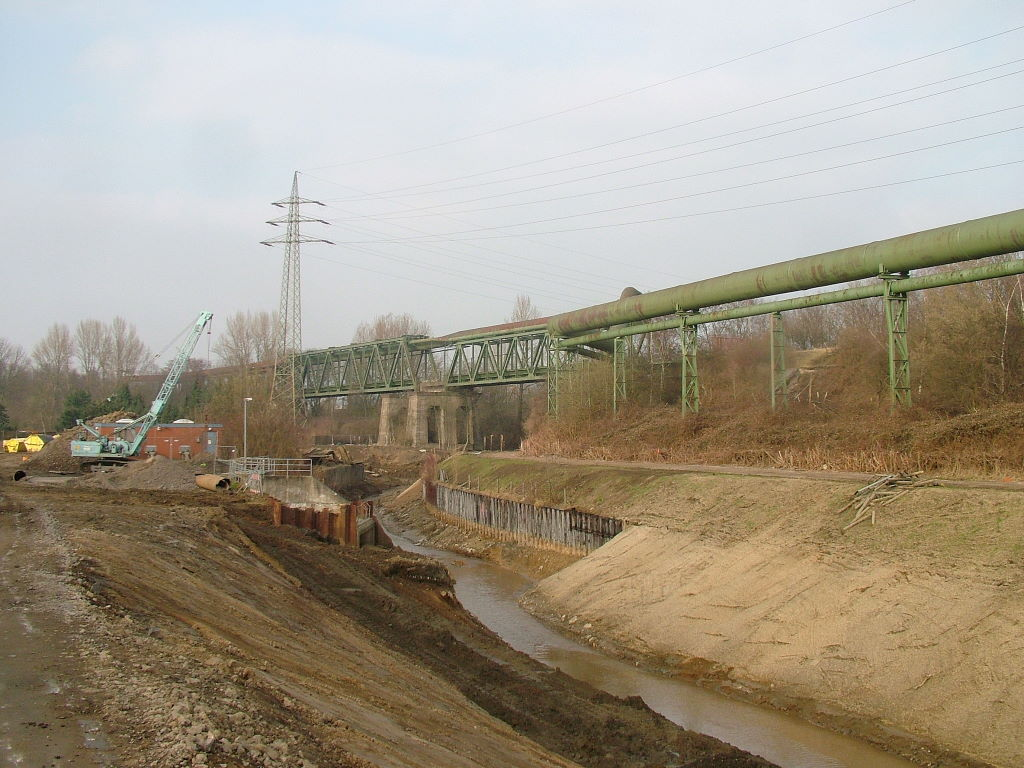
Sanierungsarbeiten an der Emscher in Dortmund-Huckarde

Ein erstes Projekt des 18. Jahrhunderts zur Schiffbarmachung des Flusses wurde nach mehrjährigen Verhandlungen vom preußischen König Friedrich II. am 23. August 1774 abgelehnt. Auch eine Initiative unter der Führung von William Thomas Mulvany ab 1873 zum Ausbau des Flusses als Schifffahrtsweg hatte keinen direkten Erfolg. Die Idee eines Seitenkanals für die Schifffahrt wurde schließlich realisiert: Anfang des 20. Jahrhunderts wurde der Rhein-Herne-Kanal entlang der Emscher gebaut.
Mit Einsetzen der Frühindustrialisierung wurde Brauchwasser aus dem Flusssystem für Prozesse entnommen. 1793 beklagte das Kloster Sterkrade, ihm sei das Wasser verdorben, da an der St.-Antony-Hütte der Raseneisenstein gewaschen wurde. Ab der Mitte des 19. Jahrhunderts begann durch die voranschreitende Industrialisierung im Ruhrgebiet auch ein starkes Bevölkerungswachstum. Der erhöhte Trinkwasserbedarf wurde durch das Ruhr- und Lippegebiet gedeckt. Das Abwasser und das Grubenwasser der Bergwerke wurde vor allem ab der 2. Hälfte des 19. Jahrhunderts in die Emscher entlassen.
Die Emscher war durch die Einleitungen stark belastet. Das geringe Gefälle, der ausgeprägt mäandernde Flusslauf und vom Bergbau hervorgerufene Absenkungen des Bodens verursachten Ende des 19. Jahrhunderts zahlreiche Überschwemmungen, was aufgrund der mitgeführten Fäkalien zu steigender Seuchengefahr führte. Da die beteiligten Kommunen und Großbetriebe aus eigenem Antrieb nicht in der Lage waren, das Problem zu lösen, wurde schließlich 1899 die Emschergenossenschaft als Zwangsvereinigung der betroffenen Kommunen und einleitenden Großbetriebe gegründet. Ihre Aufgaben liegen in der Abwasserreinigung, der Sicherung des Abflusses, im Hochwasserschutz und in der Gewässerunterhaltung.

### Zwanzigstes Jahrhundert
Unter der Ägide der Emschergenossenschaft wurde die Emscher um ca. drei Meter tiefergelegt, größtenteils befestigt und begradigt. Mehrfach wurde der Flusslauf reguliert. Die Mündung wurde im 20. Jahrhundert zweimal verlegt: 1910 von Duisburg-Alsum nach Duisburg-Walsum und 1949 nach Dinslaken. Dementsprechend teilt sich die Emscher an ihrem Unterlauf in Alte Emscher, Kleine Emscher und Neue Emscher. Die Alte Emscher fließt von Oberhausen durch Duisburg-Hamborn, Duisburg-Beeck und Alsum, die Kleine Emscher von Oberhausen durch Hamborn und Walsum und die Neue Emscher von Oberhausen durch Dinslaken in den Rhein. Am 9. November 2022 wurde die Mündung erneut verlegt, über ein neu angelegtes Delta auf dem Gebiet der Stadt Voerde.
Die durch den Bergbau hervorgerufenen Bergsenkungen wurden durch immer höhere Deiche ausgeglichen, so dass die Emscher heute an einigen Stellen sogar einige Meter über dem Niveau der Umgebung liegt. Dies bedeutet jedoch auch, dass Zuflüsse zur Emscher, die das umliegende Land entwässern, nach oben in die Emscher gepumpt werden müssen. Ohne die Eindeichung und das Abpumpen des Wassers stünden große Teile der Emscherregion unter Wasser.
Bis vor kurzem gab es jedoch keine Alternativen zur offenen Abwasserentsorgung, da unterirdische Kanäle bedingt durch Bergschäden regelmäßig abgesunken wären.
Bis 1939 verkehrte eine Personenfähre in Duisburg. 1960 wurde an gleicher Stelle eine Brücke errichtet.
Nach heftigen Niederschlägen von lokal bis zu 200 l/m² kam es am 26. Juli 2008 im Stadtgebiet von Dortmund zu Überschwemmungen der Emscher und des Roßbaches, die besonders die Ortsteile Dorstfeld und Marten trafen. Die Emscher erreichte an vielen Messpunkten neue Hochwasserhöchststände. So wurden am Pegel in Mengede ein Wasserstand von über 520 Zentimetern, bei einem üblichen Pegel von etwa 100 Zentimetern, gemessen.
In der Nacht vom 22. auf den 23. Juni 2023 sackte infolge von Starkregenereignissen und folgendem Hochwasser der Emscherdeich in Dinslaken zwischen der Heerstraße und der Brücke der Bahnstrecke Oberhausen–Wesel auf einer Länge von 300 Metern ab. Ebenso sackten die Fundamente der genannten Eisenbahnbrücke ab, die abgerissen werden musste, und eine Fußgängerbehelfsbrücke im Bereich der Emschermündung wurde weggespült. Der Neubau der Eisenbahnbrücke wird bis 2024 dauern.

## Ökologie

### Renaturierung

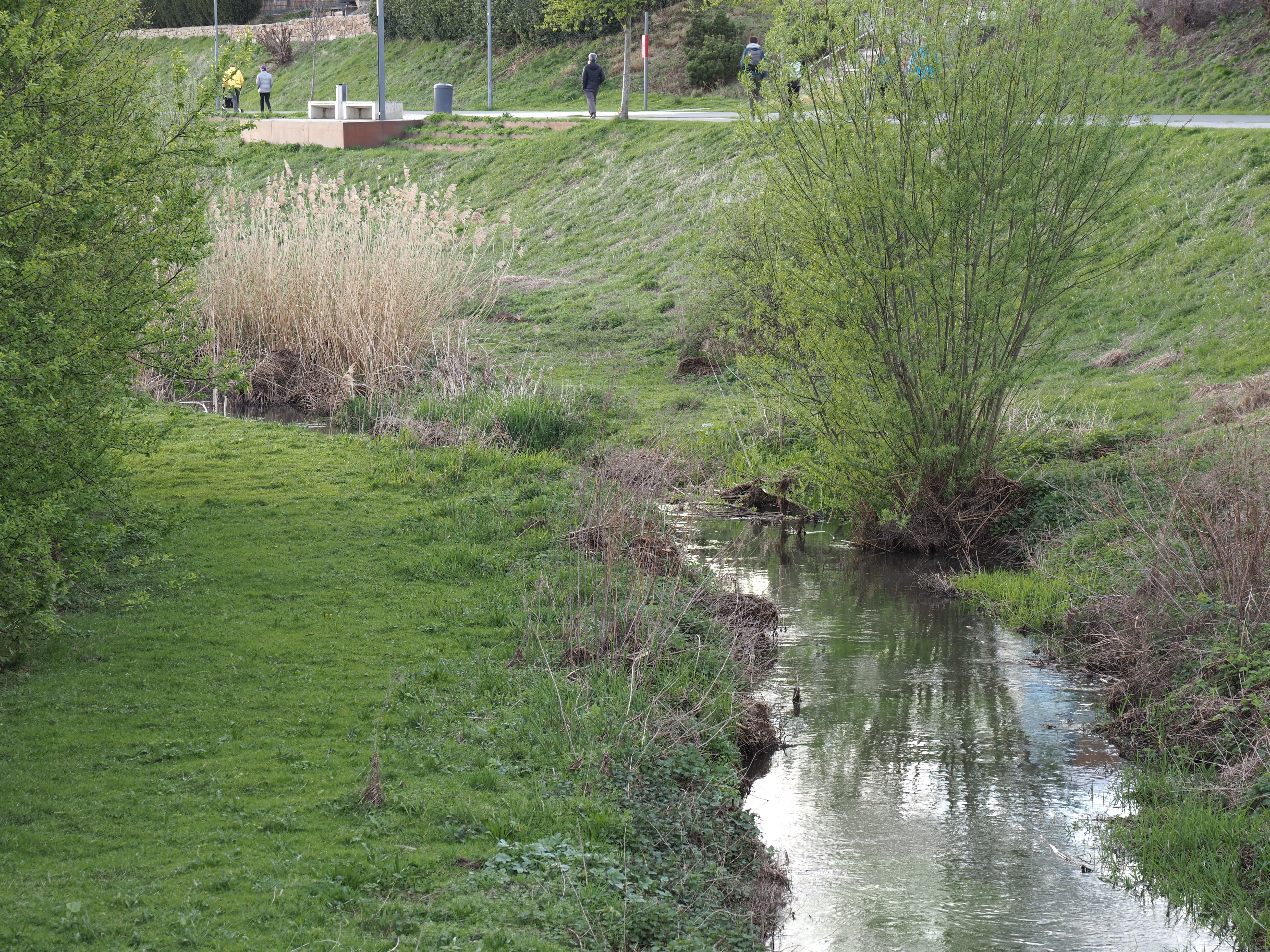
Emscher am Phoenix-See

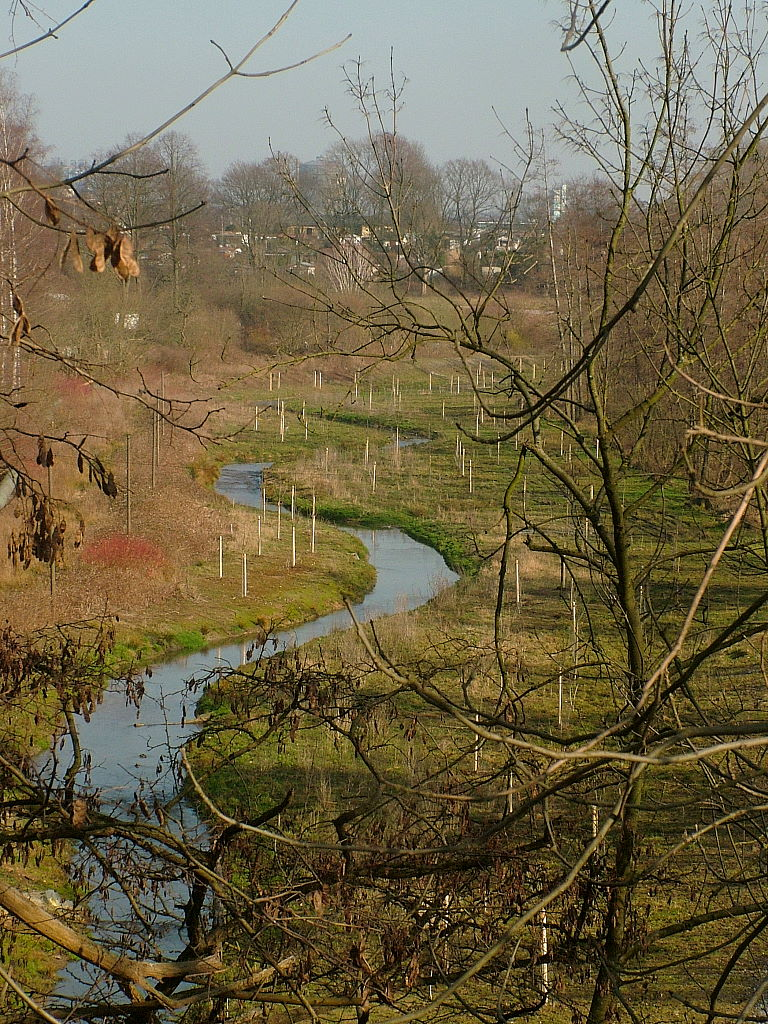
Renaturierter Emscher-Hauptlauf in der Bolmke in Dortmund

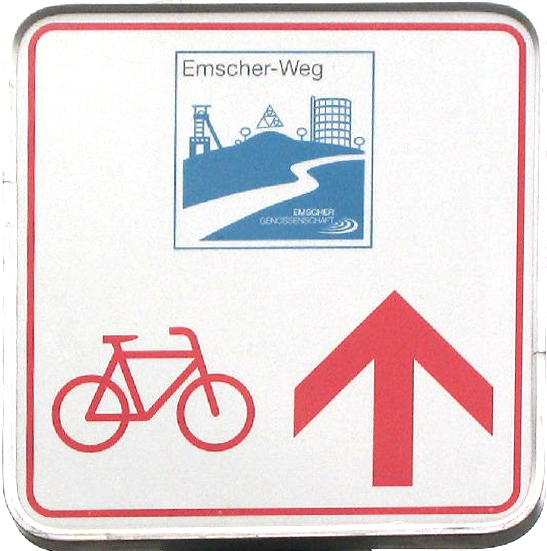
Kennzeichnung des Emscher-Radwegs

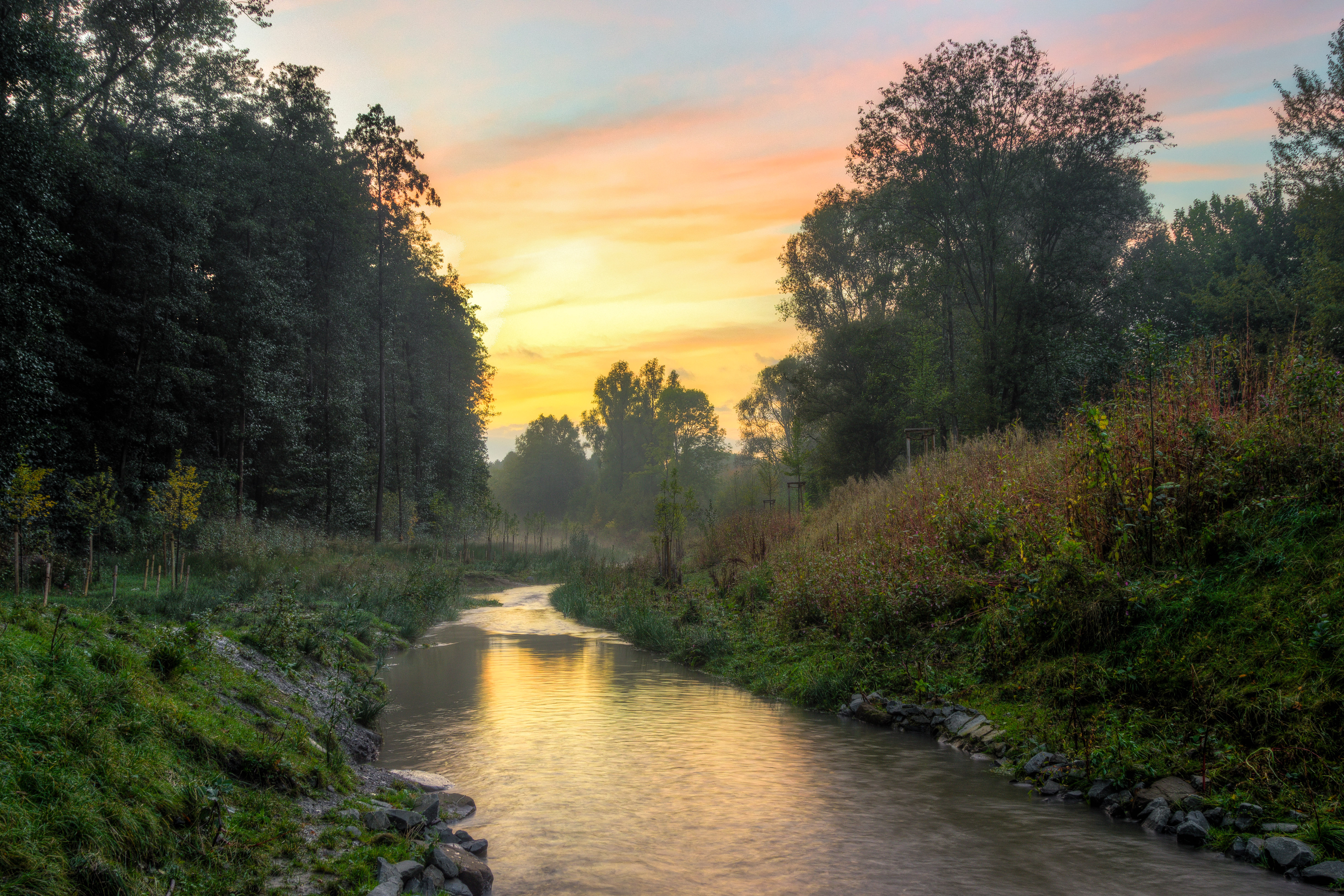
Emscher in Dortmund

Die Emscher galt als die „Kloake des Ruhrgebietes“. Deshalb wurde zu dieser Zeit die Emscher sowie ihre ebenso geruchsbelasteten Zuflüsse umgangssprachlich als Köttelbecke oder auch Köttelbach bezeichnet. Sie war so hoch belastet, dass der gesamte Fluss an der Mündung durch eine Kläranlage geleitet wurde.
Mit dem weitgehenden Ende des Bergbaus im Ruhrgebiet bzw. seiner Nordwanderung stellen Bergsenkungen in der Emscher-Region nun kein Hindernis mehr dar, so dass mit dem Bau von unterirdischen Kanälen und der Renaturierung der Emscher begonnen wurde.
Erste Schritte in Richtung ökologischem Umbau des Emschersystems wurde mit der IBA Emscherpark unter anderem mit den Radwegen Emscher-Weg und Emscher Park Radweg und dem Emscher Landschaftspark gelegt. In den 1990er Jahren wurde bereits ein kurzer Abschnitt der Emscher im Rahmen der Bundesgartenschau in Dortmund renaturiert.
Das zentrale Bauwerk im Rahmen der Renaturierung der Emscher bildet der Abwasserkanal Emscher. Am 13. August 2008 wurde der Planfeststellungsbeschluss der Bezirksregierung Münster für den Abwasserkanal entlang der Emscher an den Vorstandsvorsitzenden der Emschergenossenschaft, Dr. Jochen Stemplewski, überreicht. Der von Dortmund nach Dinslaken verlaufende Kanal ist 51 km lang und hat einen maximalen Durchmesser von 2,80 m. Er leitet das Abwasser zu den bestehenden Kläranlagen Bottrop und Emschermündung ab, was die bisherige offene Wasserführung über Vorfluter ersetzt und wurde bis 2021 fertiggestellt. Daran anschließend kann die Emscher in weiteren Bereichen naturnah umgestaltet werden.
Der an der Quelle der Emscher liegende Emscherquellhof wurde 2005 von der Emschergenossenschaft grundsaniert und wird für Ausstellungen sowie als Tagungs- und Bildungszentrum genutzt.
Am 18. Dezember 2009 wurde in Hörde das renaturierte, oberirdische Bett der Emscher geflutet. Nachdem die Emscher an dieser Stelle über 100 Jahre verrohrt unter der Hermannshütte geflossen ist, strömt nun sauberes Wasser durch ein naturnahes Flussbett parallel zum Phoenixsee. Am Phoenixsee wurde auch ein Weinbauhang angelegt.
Im Rahmen des Kulturhauptstadtjahres Ruhr.2010 wurde mit der Emscherkunst.2010 auf die bespielte Emscherinsel und den aktuellen Umbau des Emschersystems hingewiesen.
Die Umgestaltung des Emschertals wurde 2014 von der UNO als „Beispiel für ein partizipatives Öko-Großprojekt“ gewürdigt. Seit 1992 plant und setzt die Emschergenossenschaft das Generationenprojekt Umbau des Emscher-Systems um, in das über einen Zeitraum von rund 30 Jahren prognostizierte 5,38 Milliarden Euro investiert werden. Damit gilt die Emscher als der teuerste renaturierte Fluss der Welt. Seit dem 1. Januar 2022 ist die Emscher abwasserfrei. Das gesamte Bauvorhaben wurde im November 2022 mit der Inbetriebnahme einer nach Voerde verlegten Mündung abgeschlossen. Die Emscher ist seit Ende 2021 abwasserfrei.

### Naturraum Emschertal
Das Tal der Emscher zwischen der Dortmunder Innenstadt und der Trennung vom bis dahin parallelen Rhein-Herne-Kanal in Oberhausen stellt die naturräumliche Untereinheit Emschertal der Haupteinheit Emscherland dar. Letztere stimmt weitgehend mit dem Einzugsgebiet der Emscher ohne Quell- und Mündungslauf überein, spart jedoch nach Süden die Quellgebiete einiger Nebenbäche auf den Castroper Platten aus, welche zum Westenhellweg gehören. Im Norden enthält das Emscherland auch zur Lippe abdachende Gebiete.

#### Naturräumliche Gliederung
Das Emschertal gliedert sich wie folgt:
- (zu 543 Emscherland)
  - 543.2 Emschertal
    - 543.20 Emscherniederung
    - 543.21 Nördliche Emscher-Randplatten
    - 543.22 Südliche Emscher-Randplatten
    - 543.23 Boyeplatten

#### Beschreibung

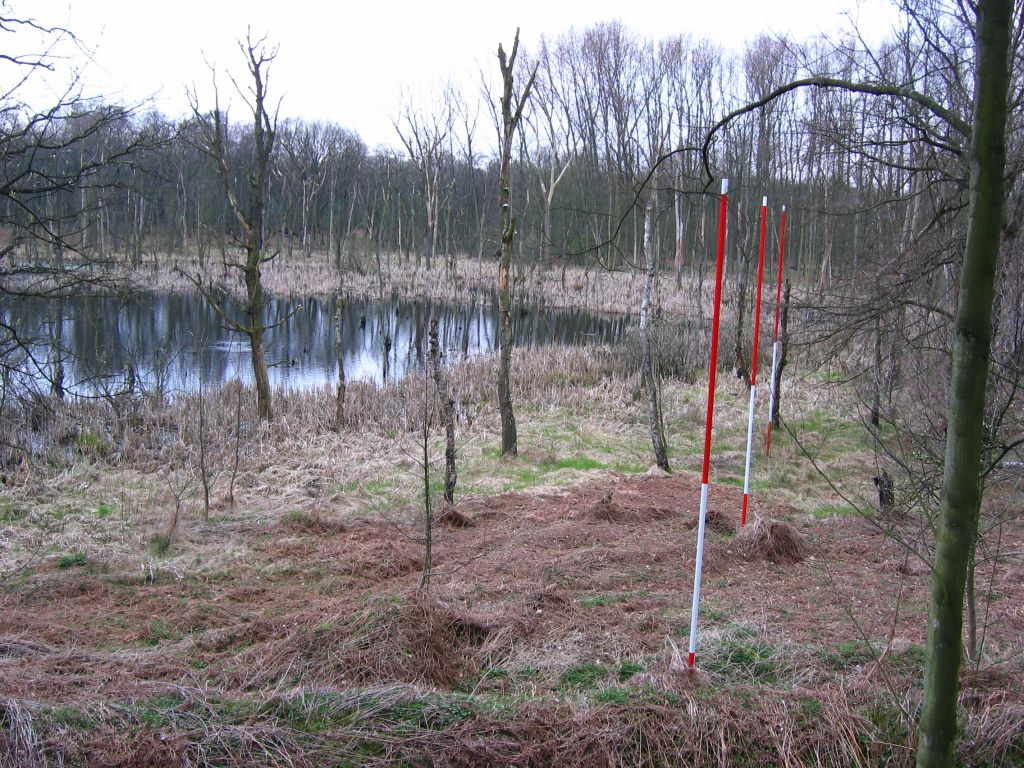
Bergsenkung im Emscherbruch künstlerisch visualisiert

Schon vor der Saale-Vereisung hat das Emschertal existiert. Noch zu Ende des 19. Jahrhunderts mäandrierte die Emscher durch ihr zwischen Herten und Wanne-Eickel über 5 km breites Tal. Überflutungen größerer Teilgebiete waren nicht selten. In den Auen herrschten Eichen-Hainbuchen-Wälder und in sumpfigeren Gebieten Bruchwälder.
Seit Gründung der Emschergenossenschaft im Jahre 1899 sind die Emscher und ihre Nebenbäche kanalisiert und begradigt worden, nachdem es in Bergsenkungsgebieten zu Versumpfungen gekommen war. Dabei wurde auch das Flussbett mehrfach tiefergelegt. Ferner wurde die Mündung in den Rhein mehrfach nach Norden verlagert. In Teilgebieten kam es dadurch zu einer Absenkung des Grundwasserspiegels. Da es indes bis heute immer wieder zu Absenkungen infolge des Steinkohleabbaus gekommen ist, ist die natürliche Vorflut auch weiterhin gestört, sodass größere Teilgebiete regelmäßig über Pumpstationen trocken gehalten werden müssen. Auf dem Gebiet des eigentlichen Emschertals sinkt die Höhenlage des namensgebenden Flusses heute von 70 m in Dortmund bis auf etwa 35 m südlich Bottrops.

#### Verlauf

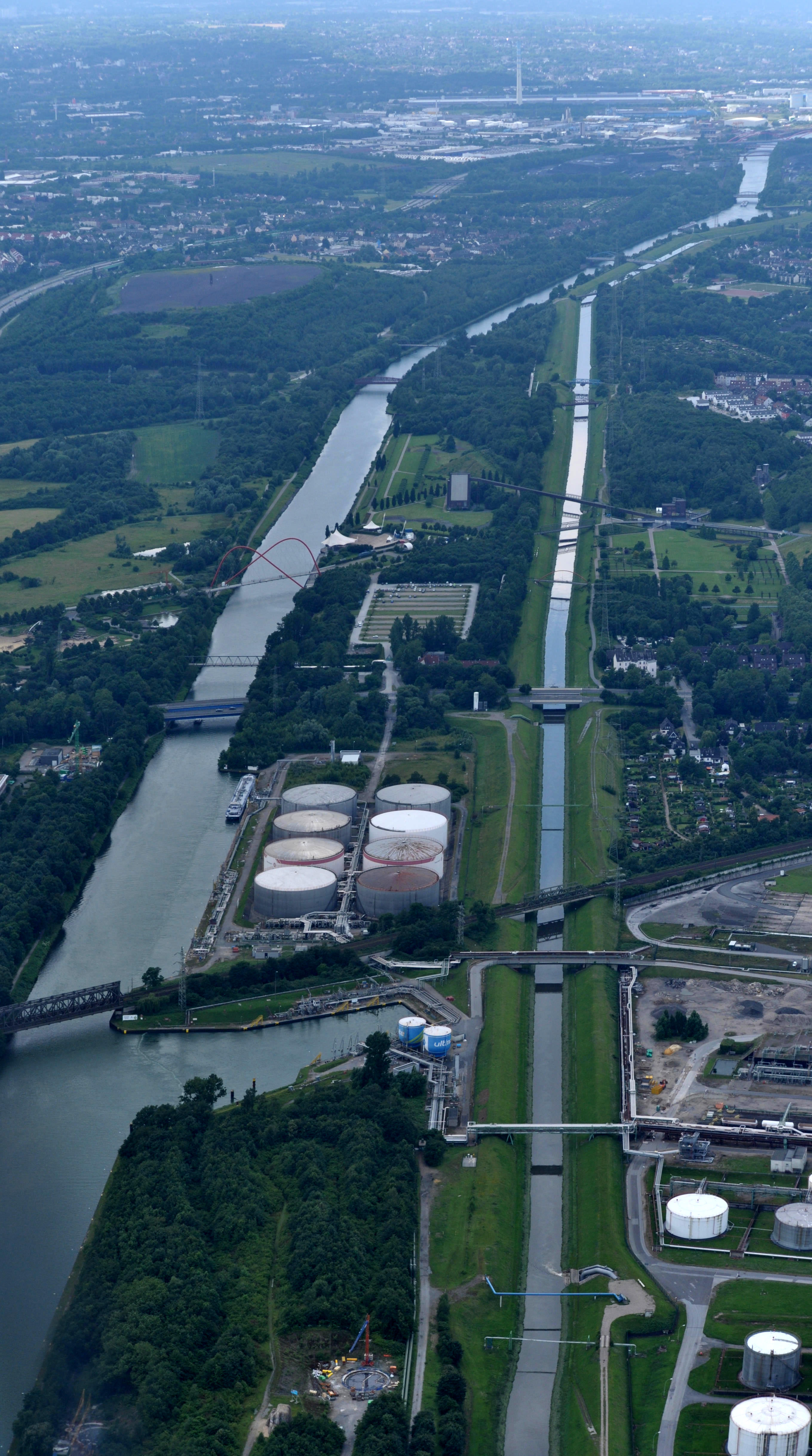
Emscher (rechts) und Rhein-Herne-Kanal bei Gelsenkirchen, Blick nach Westen

Nachdem die Emscher in der Witten-Hörder Mulde den Dortmunder Rücken zunächst südlich und dann westlich umflossen hat, tritt sie unmittelbar westlich der Dortmunder Innenstadt ins eigentliche Emschertal ein. Auch der Dortmunder Hafen am Dortmund-Ems-Kanal liegt, östlich der Emscher, in diesem Naturraum, den der Kanal indes bald verlässt.
Eine deutliche Talverbreiterung stellt sich in Castrop-Rauxel-Henrichenburg ein, wo die Emscher auf etwa 60 m über NN den Rhein-Herne-Kanal unterquert und ihren Verlauf von Nordwest in Südwest ändert.
Die darüber hinaus erste auffällige Talweitung findet sich unmittelbar südlich Recklinghausens, wo sich das Nebental des Hellbach bis unmittelbar vor die Innenstadt zieht. Ähnlich lang, wenngleich weniger breit, schneidet sich etwas weiter westlich und ebenfalls rechts der Emscher das Tal des Holzbaches bis Herten-Westerholt. Parallel zu beiden letztgenannten Bächen und genau zwischen ihnen verlief das Tal des heute Resser Bach genannten Bachlaufes an der Stadtgrenze zwischen Recklinghausen und Herten. Allerdings ist der Resser Bach heute auf den Holzbach umgeleitet, den er östlich von Gelsenkirchen-Resse trifft.
Westlich von Schloss Grimberg teilte sich die Emscher bis in das 19. Jahrhundert in den Hauptfluss, der nördlich um Schloss Horst floss und einen südlichen Nebenarm, Kleine Emscher genannt. Die begradigte Emscher folgt bei Gelsenkirchen-Horst diesem Nebenarm, während der frühere Hauptfluss in seinem unteren Teil als Alte Emscher erhalten ist.
Weiter emscherabwärts findet sich noch, ebenfalls auf der rechten, nördlichen Seite, der – etwas weniger auffällige – Taleinschnitt des Lanferbaches und, ihm südlich gegenüber gelegen, der Einschnitt des Schwarzbaches – beide in Gelsenkirchen mündend.

#### Randplatten
Die nördlichen und südlichen Randplatten der Emscherniederung liegen je nur 5 m – 20 m höher als die Emscherniederung selber.
Während die südlichen Randplatten nicht durch Nebentäler unterbrochen werden, auch nicht durch das des Schwarzbaches, werden die nördlichen durch Hellbach, Resser Bach, Holzbach und Lanferbach in Einzelpatten segmentiert. Die westlichste jener fünf Platten bei Gelsenkirchen-Beckhausen geht nach Westen fließend in die Boyeplatten der Boye, des zweitgrößten Emscher-Nebenflusses, über.
Die Boyeplatten, auf denen ein großer Teil Bottrops liegt, nehmen mehr Fläche ein als alle anderen Randplatten zusammen. Überdies stellen sie bei Kirchhellen im Norden über eine nur 51 m hohe Niederwasserscheide einen Korridor zur Dorstener Talweitung der Lippe bei Dorsten her.

#### Benachbarte Naturräume
Folgende Naturräume grenzen flussabwärts an das Emschertal, das die Witten-Hörder Mulde nach Norden fortsetzt (nach Gedankenstrich je die zugehörige Haupteinheit):
- rechts der Emscher
  - Dortmunder Rücken (Südosten) – Hellwegbörden
  - Dortmunder Hellwegtal (Südlicher Osten) – Hellwegbörden
  - Derner Höhe (Osten) – Hellwegbörden
  - Oer-Waltroper Flachwellen (nördlicher Osten bis Nordosten) – Emscherland
    - Waltroper Flachwellen (nördlicher Osten)
    - Emscher-Lippe-Platten (Nordosten)

  - Vestischer Höhenrücken (Norden) – Emscherland
    - Recklinghauser Lößrücken (östlicherer Norden)
    - Buerscher Höhenrücken (westlicherer Norden)

  - Dorstener Talweitung – Westmünsterland
    - Dorsten-Ulfkotter Platten (schmaler Korridor im Nordwesten)

  - Königshardter Sandplatten (nördlicher Westen) – Niederrheinische Sandplatten
    - Königshardter Hauptterrassenplatte (nördlicher Westen)
    - Hiesfeld-Sterkrader Mittelterrassen (schmaler Korridor im äußersten Westen)
- links der Emscher
  - Castroper Platten (östlicher Süden) – Westenhellweg
    - Martener Flachwellenland

  - Unterer Westenhellweg (Süden) – Westenhellweg
    - Ückendorf-Rauxeler Platten
    - Essener Westenhellweg[30]

Im südlichen Westen tritt die Emscher (beidseitig) in die Ruhr-Emscher-Platte, Rechtsrheinische Niederterrassenebene, Haupteinheit Mittlere Niederrheinebene, ein, und verlässt die Westfälische Bucht.

## Bauwerke

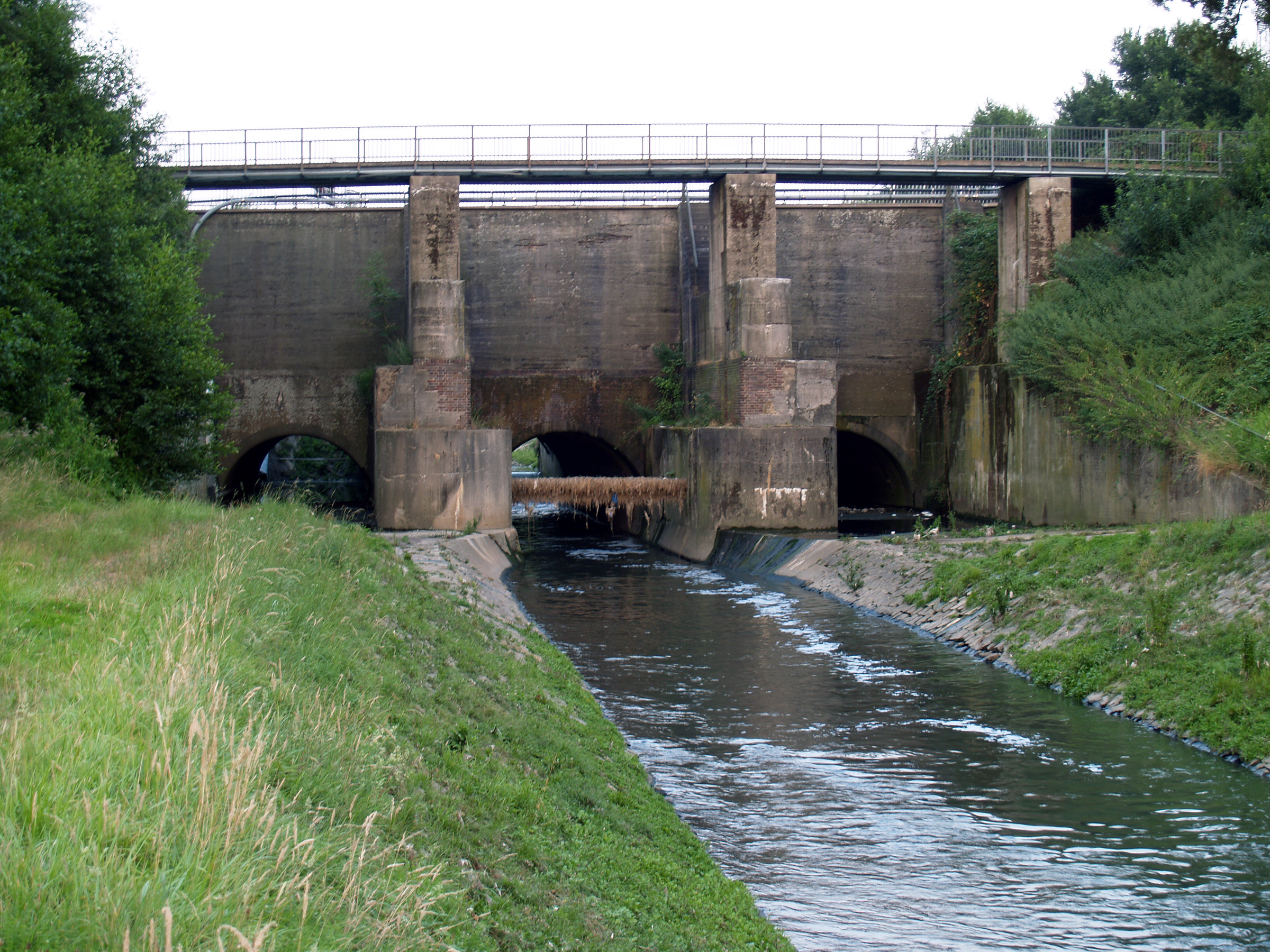
Der alte Emscherdurchlass unter dem Rhein-Herne-Kanal (heute abgerissen)
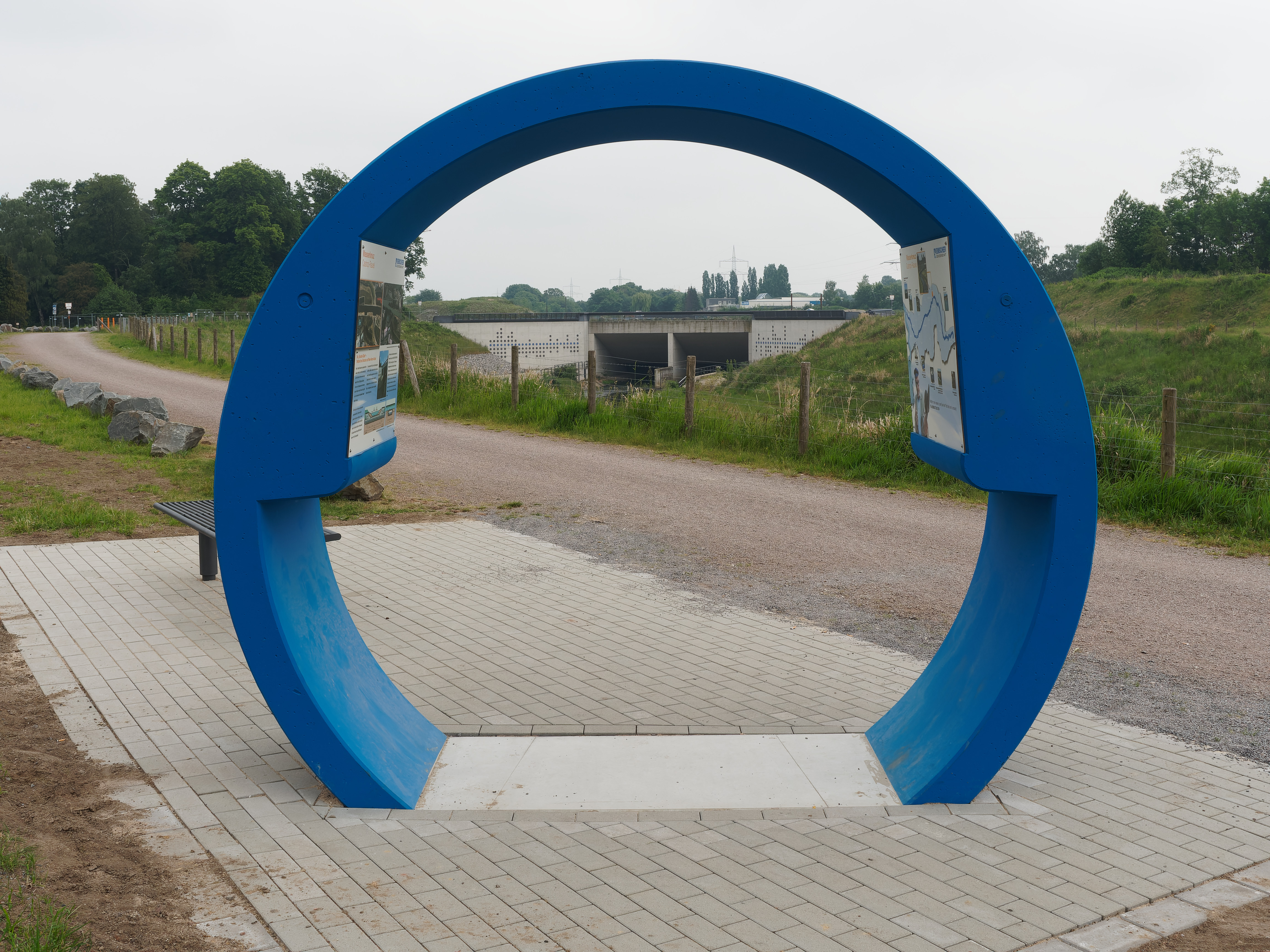
… und der neue seit 2012 mit Infotafel
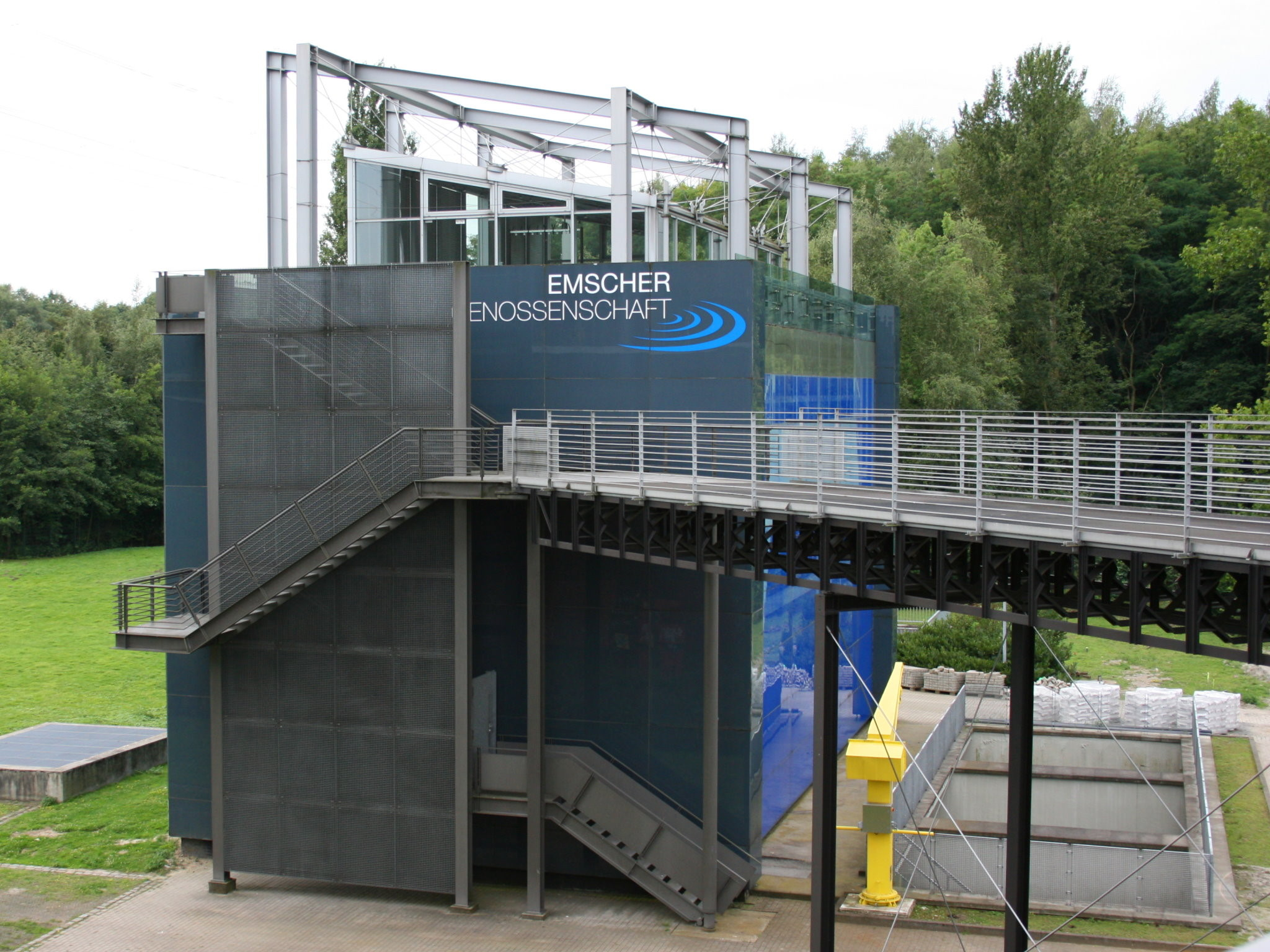
Pumpwerk Horst im Nordsternpark
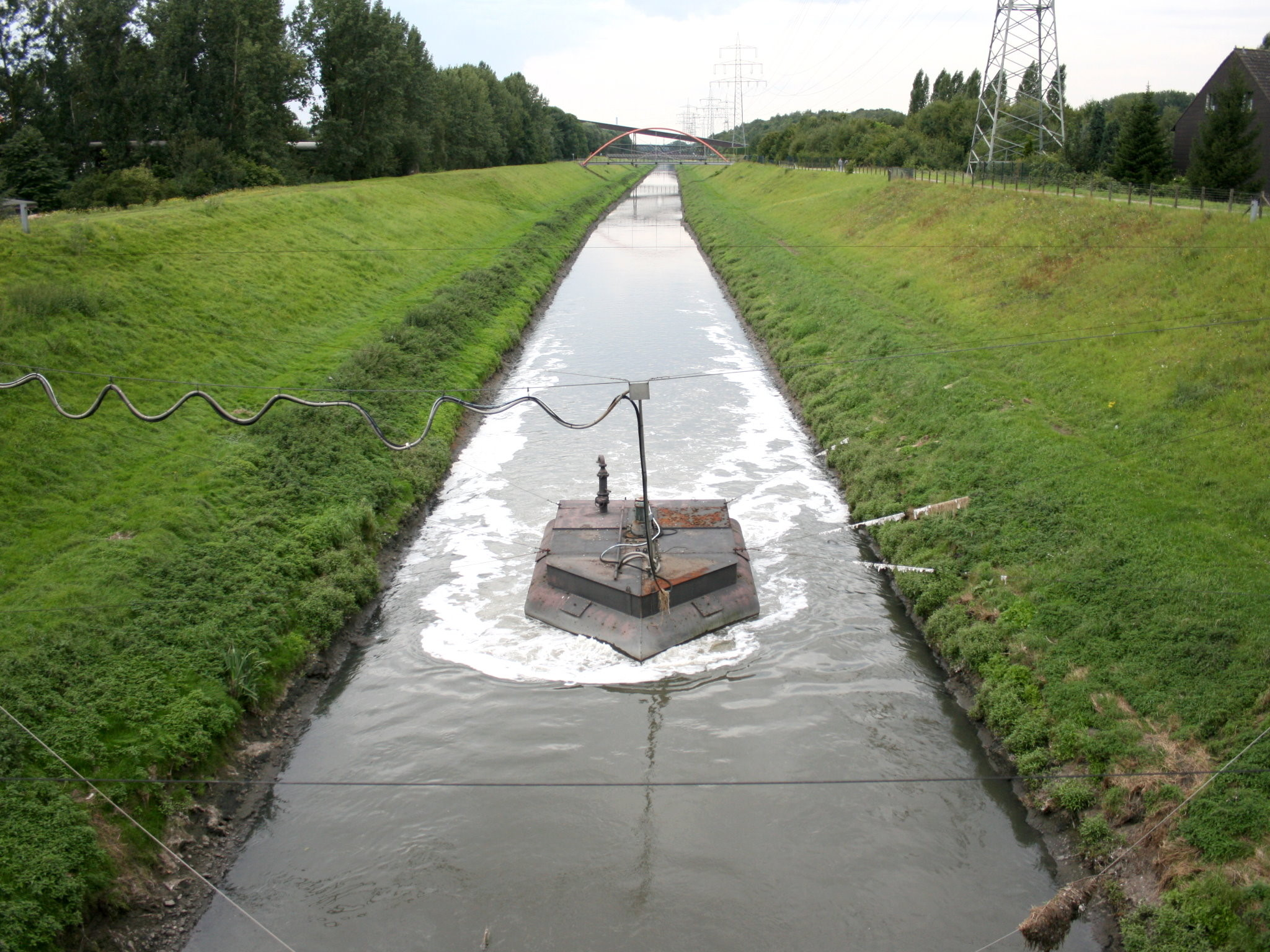
Schwimmende Sauerstoff-Station zur Verhinderung unangenehmer Gerüche in Gelsenkirchen (2022 abgebaut).
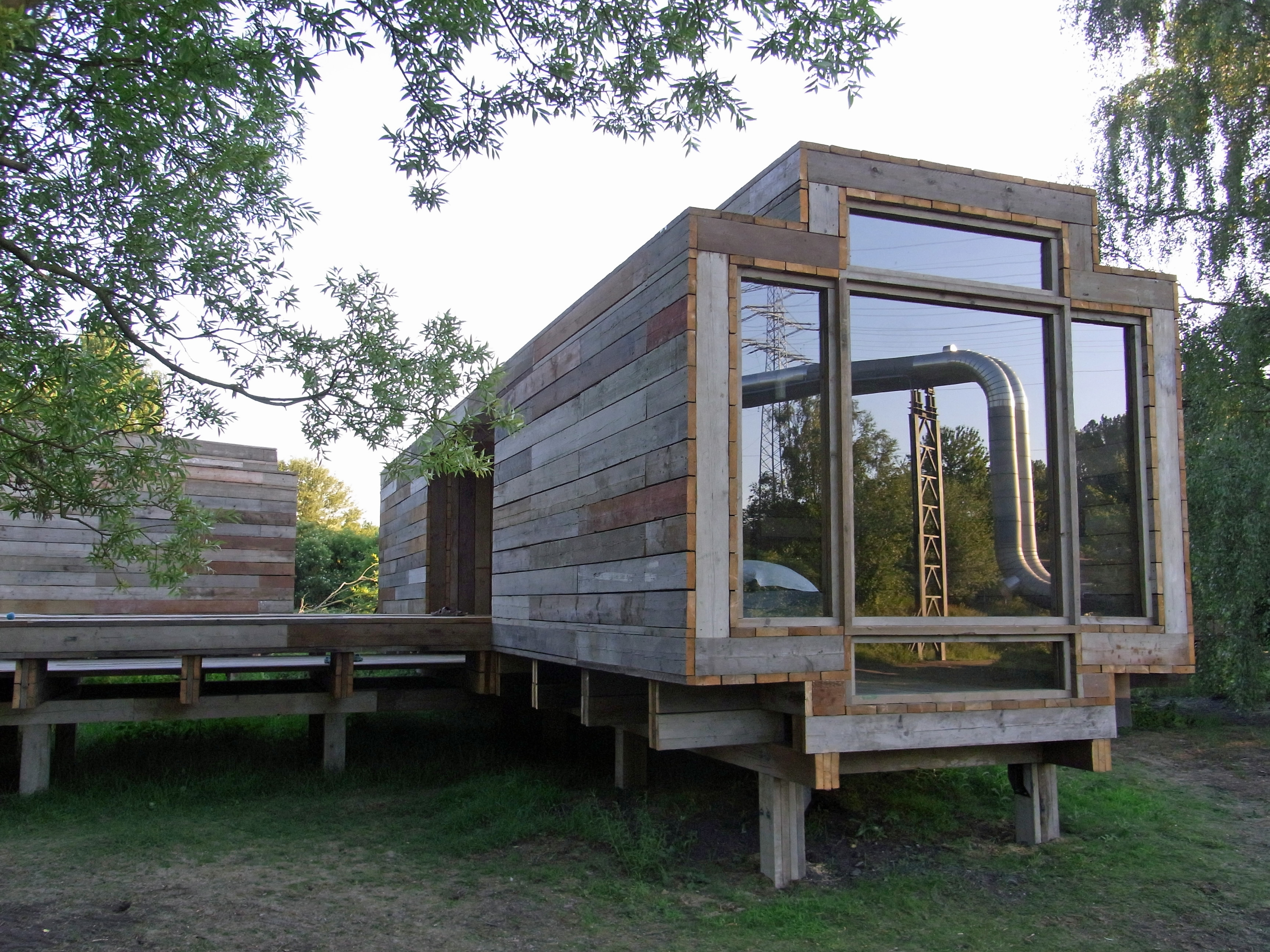
Warten auf den Fluss Emscherkunst.2010
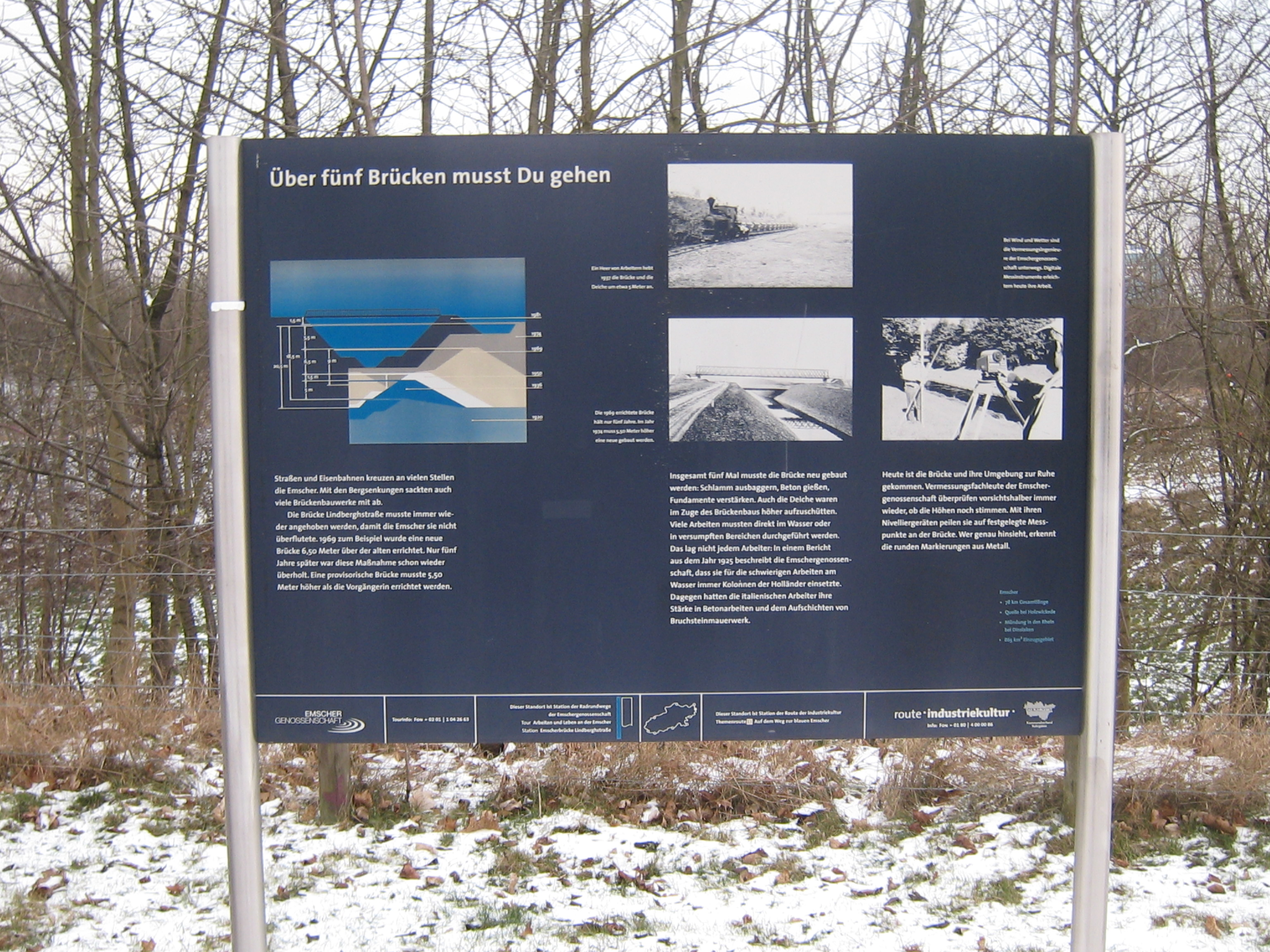
Infoschild der Route der Industriekultur

Bis Ende der 1990er wurden vier zentrale Klärwerke errichtet:
- Kläranlage Duisburg Alte Emscher
- Klärwerk Emschermündung (Stadtgrenze Dinslaken, Duisburg und Oberhausen)
- Klärwerk Bottrop
- Kläranlage Dortmund-Deusen

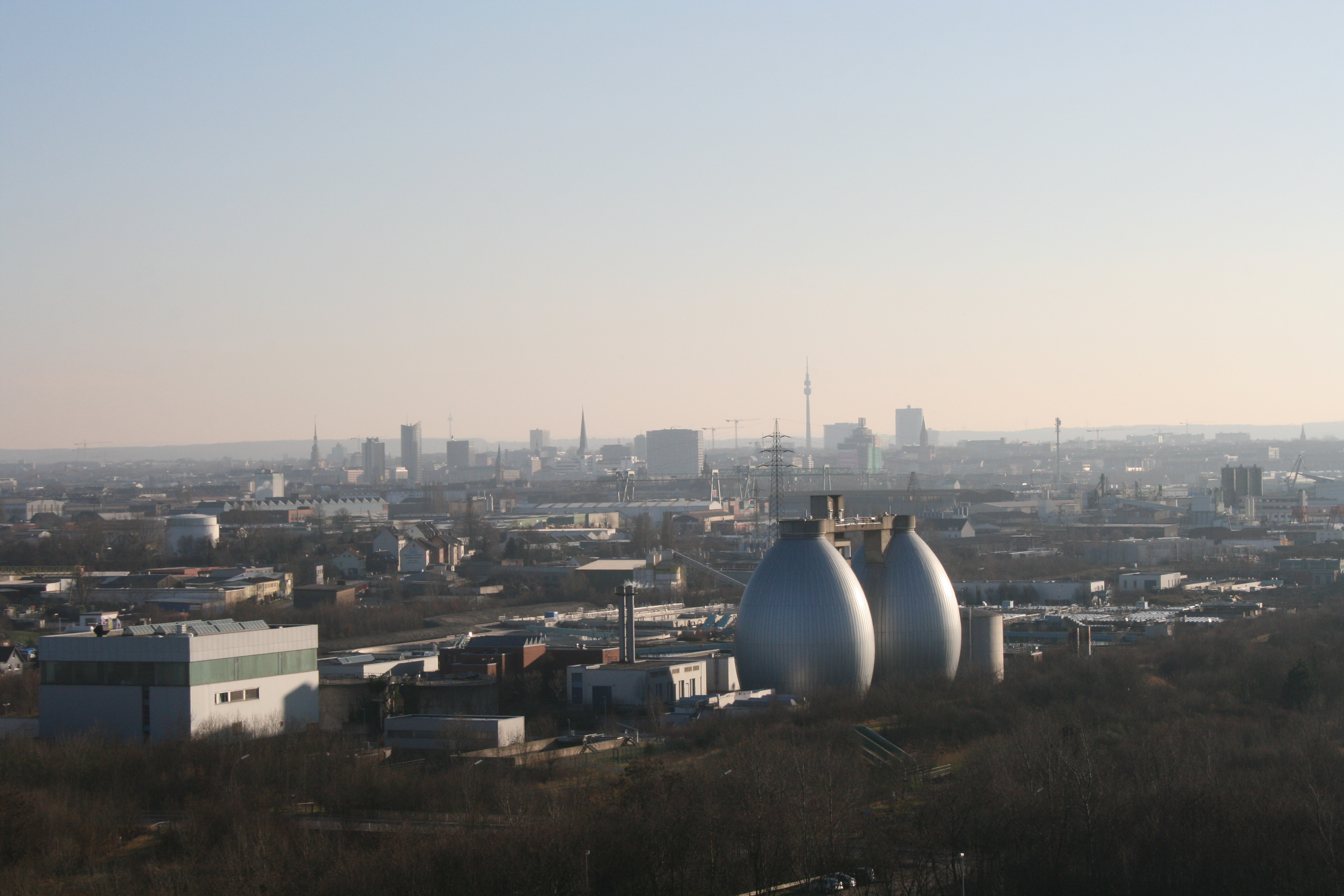
Klärwerk Deusen
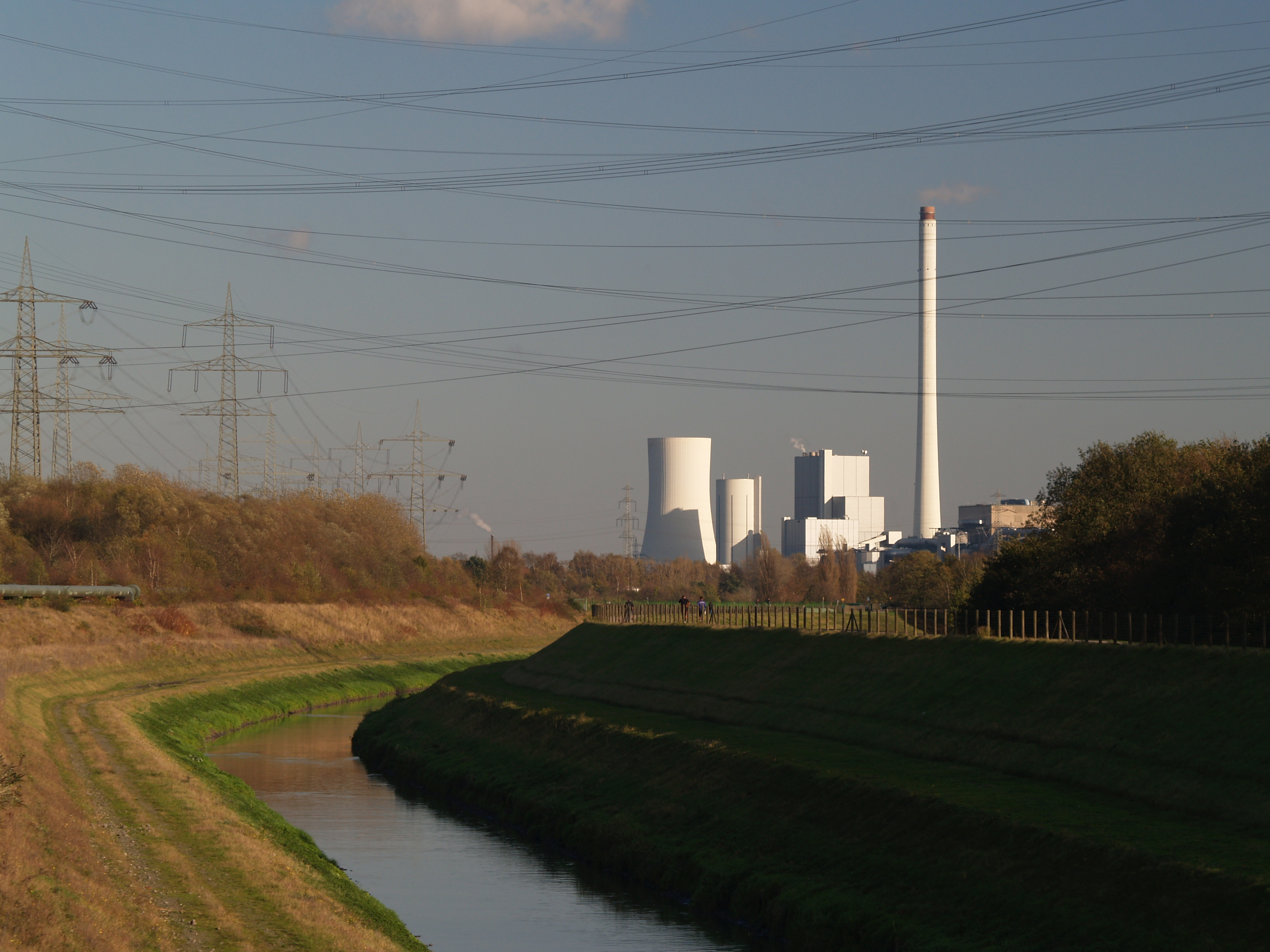
Emscher mit Hochspannungsleitung
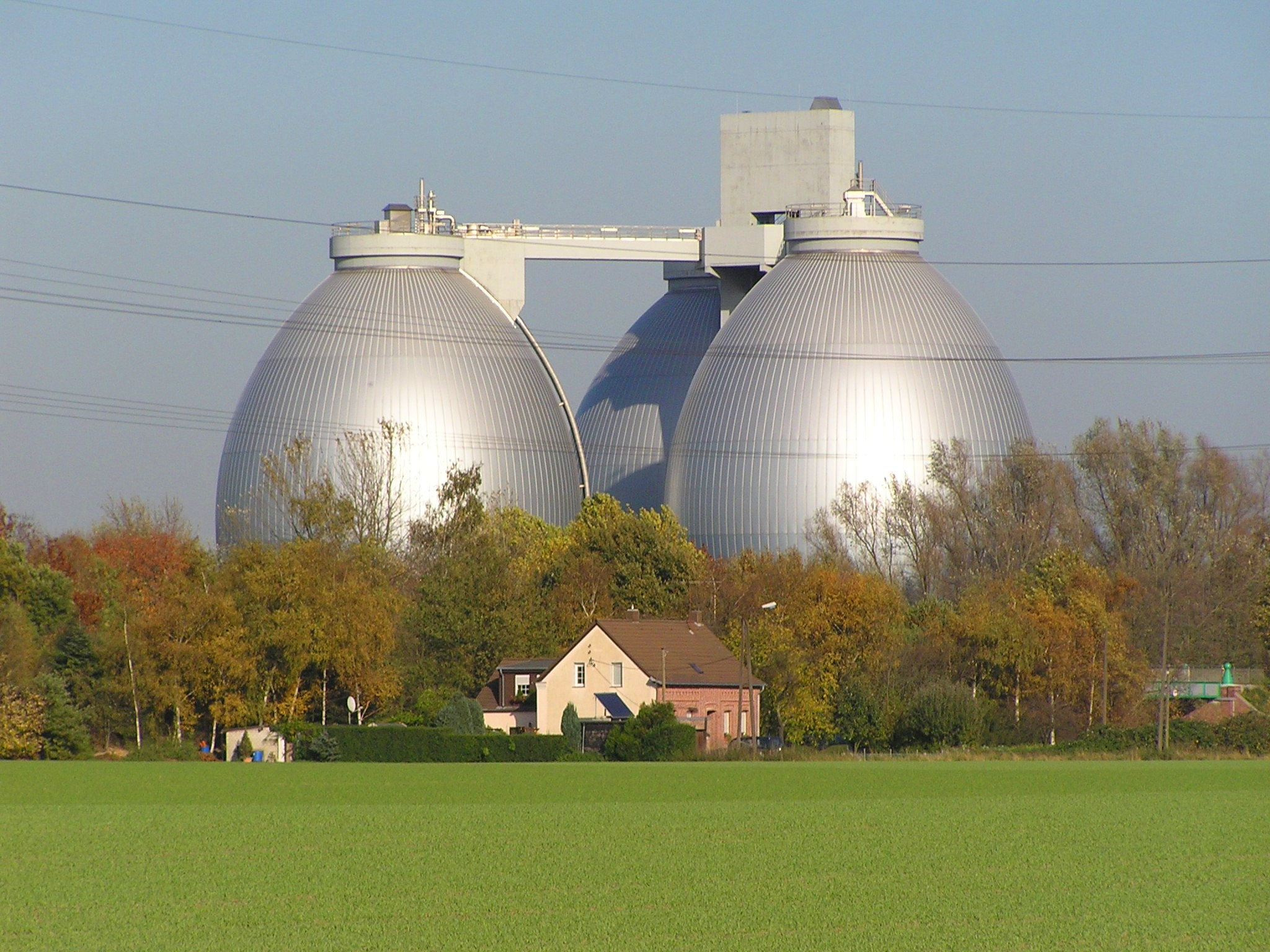
Klärwerk Emschermündung
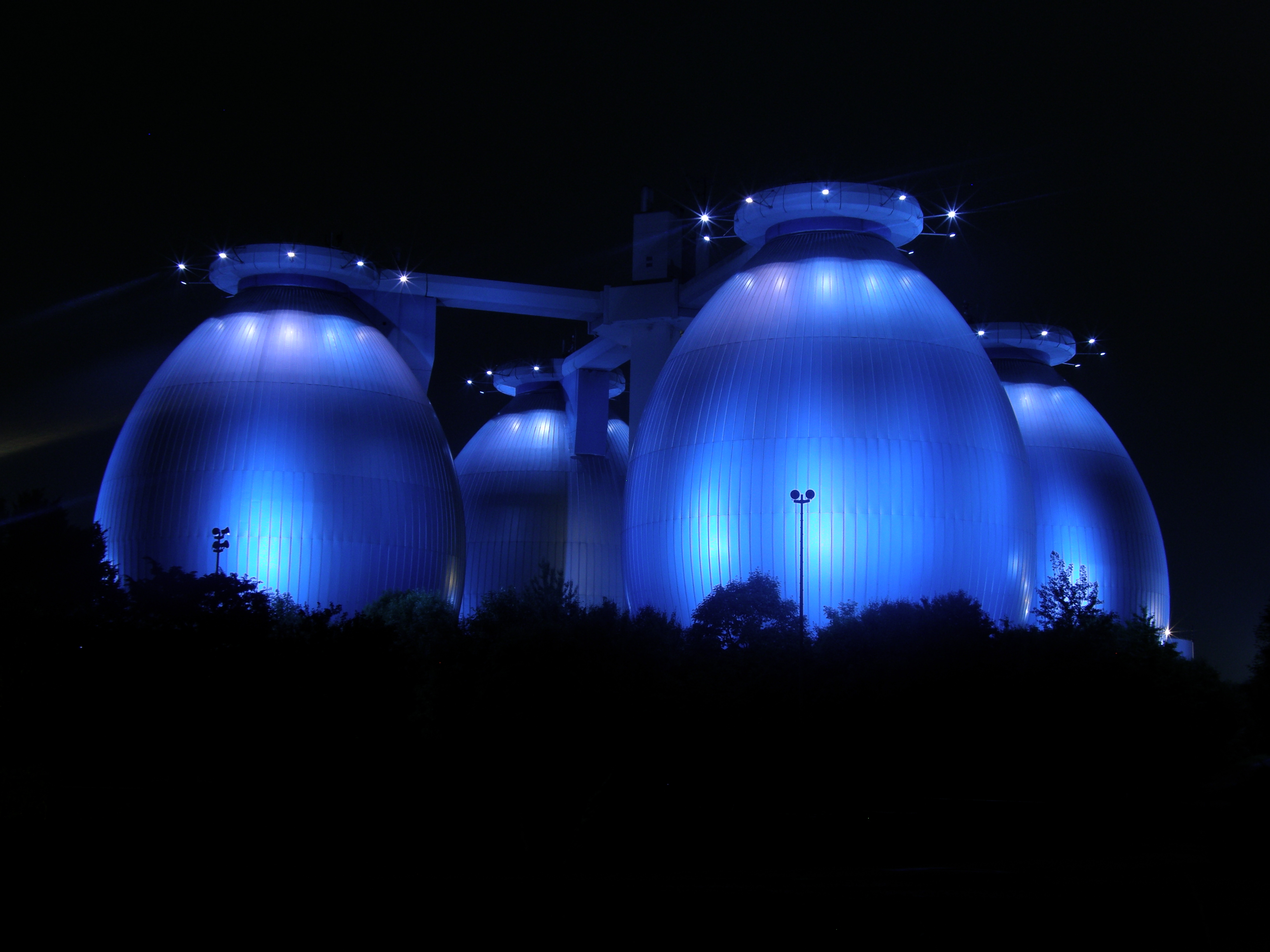
Nachtbeleuchtung Faultürme Klärwerk Bottrop

## Der Fluss als Namensgeber
Verschiedene Institutionen, Organisationen und Einrichtungen tragen den Namen Emscher in ihrem Namen:
- Emschergenossenschaft
- EMSCHERplayer
- Emschertal-Museum Herne
- Dekanat Emschertal
- Emscherbrunnen
- Emscherbrücher
- Emscherkunst.2010 auf der Emscherinsel
- Emscherkurve, Heimbereich der Fans des Rot-Weiß Oberhausen im Stadion Niederrhein.
- Emscherkurve 77, eine danach benannte deutsche Punkband
- Emscherschnellweg, Autobahn A 42
- Radio Emscher Lippe
- Emscher-Lippe-Halle[32]
- Weiterbildungskolleg Emscher-Lippe, Abendgymnasium und Kolleg der Stadt Gelsenkirchen[33]